# Canon EOS 40D
Canon EOS 40D je 10,1 megapixelová digitální zrcadlovka (dále DSLR) oznámená společností Canon 20. srpna 2007. Canon 40D patří stejně jako jeho předchůdce Canon EOS 30D mezi střední třídu DSLR určených zkušeným amatérům nebo profesionálním fotografům. Nástupcem tohoto modelu je fotoaparát Canon EOS 50D.

## Základní specifikace
- 10.1 megapixelový CMOS senzor.
- obrazový procesor DIGIC III.
- třípalcový displej s rozlišením 230000 pixelů
- fotografování s živým náhledem
- automatické ostření s devíti křížovými body
- zabudovaný systém pro čištění snímače
- snímání rychlostí až 6,5 snímku za sekundu
- fotografování s objektivy systému Canon EF nebo EF-S
- tělo z hořčíkové slitiny
- kompatibilní s objektivy Canon EF/EF-S a blesky Speedlite řady EX
- video výstup